# Protégé
Protégé（プロテジェ）はEclipse (統合開発環境)と同様のオープンソースオントロジー編集用エディタであり、ナレッジマネジメントを扱う。
多様なプロジェクトのプラグインを扱うフレームワークとして設計されている。構成としては、システムの基盤がJavaで組まれており、ユーザーインターフェースの実装にはSwingを採用している。スタンフォード大学とマンチェスター大学との共同開発が進行中であり、Mozilla Public License 1.1で利用できる。
公式サイトの情報によると、2015年の段階で、世界に24万人以上の登録済み利用者が存在している。